# 시미즈 다쓰야
시미즈 다쓰야(일본어: 清水 達也, 1981년 3월 1일~)는 지바현 출신 작곡가이자 편곡가로 탓슈(Tatsh)라는 명의로 활동하고 있다. 혈액형은 A형. 좋아하는 술은 칼비스.
18세 무렵부터 음악가로서의 활동을 시작해 TV 프로그램과 CM의 음악제작, Ya-Ya-yah에도 음악을 제공하고 했으며 beatmania IIDX 10th style에 곡을 제공한 계기로 코나미 주식회사에 입사. 그 후로 beatmania IIDX시리즈에 13 DistorteD까지 사운드 디렉터로서 제작에 참여했다가 최근 18 Resort Anthem에 다시 참여한 것으로 밝혀졌다.
i-revo마이포탈에 자신의 블로그를 개설했었지만 (현재는 삭제됨) 그 후 2007년 10월에 다른 곳에 개설했다.
TBS의 TV 애니메이션 히다마리 스케치×365의 오프닝 테마 ?でわっしょい로 애니메이션 송 계에 데뷔하며 이후 여러 가지 애니메이션 송을 작곡했다.
다른 한편으로 동인 음악 활동도 적극적으로 활동하고 있다. 2008년 코믹 마켓74부터 코믹 마켓78까지 연속 서클에 참여했다.

## 같이 보기
- Image Material